# Virginie Ghesquière
Pour les articles homonymes, voir Ghesquière.
Virginie Ghesquière, dont la date de naissance à Deûlémont reste inconnue (1786 ?) et morte à Issy-les-Moulineaux en 1867, est un soldat qui s'enrôla dans l'armée napoléonienne à la place de son frère.
Après six années de service au sein de la Grande Armée, elle est finalement démasquée à la suite d'un acte de bravoure. Elle aurait reçu pour cette action la Légion d'honneur et serait ainsi la première femme à avoir reçu cette distinction.
La légende s'étant emparée de son personnage, la nature exacte de cette décoration et la réalité même de l'existence de Virginie Ghesquière sont cependant sujettes à caution.

## Éléments biographiques
La date précise de naissance de Virginie Ghesquière est inconnue. On sait toutefois que son frère jumeau est un « conscrit de 1806 », c'est-à-dire âgé de vingt ans et donc né en 1786. La date du 11 juin 1786 est parfois avancée, mais aucune naissance au nom de Ghesquière ne figure dans l'état civil de la commune pour l'année 1786. 
Elle est née à Deûlémont près de Lille dans le Nord de la France. Lorsque son frère, de constitution chétive et peu apte à endurer les « fatigues de la guerre » doit satisfaire à ses obligations militaires, elle obtient de ses parents de pouvoir partir à la place du jeune conscrit dont elle endossa l'uniforme. La ressemblance était saisissante, le frère et la sœur étaient jumeaux. La substitution est facilitée par la position de son père, maire de Deûlémont de 1803 à 1813. Elle sert pendant six années et passe du grade de simple soldat à celui de caporal, de fourrier puis de sergent.
Elle est incorporée dans le 27e de ligne et prend part à différentes campagnes. Lors de la campagne du Portugal en 1808, leur ligne est enfoncée par les Anglais et le colonel commandant le 27e de ligne, blessé à la jambe et dont la monture avait été tuée par le même projectile, se retrouve isolé. Tous le croient mort. Virginie Ghesquière, à la faveur d'une trouée pratiquée à la baïonnette dans les rangs anglais exhorte ses camarades : « Allons le relever, et montrons à ces cadets-là à qui ils ont affaire. » Ils partent à trois chercher la dépouille de leur colonel mais ses deux compagnons sont tués en chemin avant que Ghesquière ne parvienne à l'arbre où gît la dépouille du commandant. Seule, elle ne parvient pas à hisser le corps sur son cheval. Les menaçant de son arme, elle interpelle deux Anglais, blesse l'un d'eux puis le second, et leur intime l'ordre de l'aider à placer le corps sur le cheval avant de les ligoter et de les attacher à la queue de son cheval.
Cet étrange équipage arrive à l'ambulance. Le chirurgien prend en charge le colonel et s'écrie : « Mais il n'est point mort ! » Et le voici bientôt qui rouvre les yeux, il empoigne le jeune sergent qui lui a sauvé la vie pour le remercier et celui-ci pousse un cri de douleur. Il est lui aussi blessé. On veut le soigner, on lui demande d'ôter sa chemise, il refuse... Le chirurgien agacé lui enlève lui-même sa chemise et découvre « un sein rond et blanc comme une jolie fille ». La voilà démasquée.
Le général Jean-Andoche Junot informé de cette action d'éclat rencontre la jeune fille et lui décerne la croix de la Légion d'honneur avant de lui remettre son congé pour lui permettre de rentrer chez elle.
Virginie Ghesquière serait morte en 1867. Durant la dernière quinzaine de décembre 1867, quelques journaux rapportent sa mort, indiquant qu'elle est morte à Issy, à l'hospice des Petits-ménages, dont elle était la plus ancienne pensionnaire, n'ayant plus que  « cinquante-trois jours à courir pour atteindre sa centième année ». Il est précisé que « depuis quelques années, elle était tout à fait tombée en enfance et ne souvenait absolument de rien. » Toutefois, aucun décès au nom de Ghesquière n'est enregistré à l'état civil de la commune en 1867. 

## Entre histoire et légende

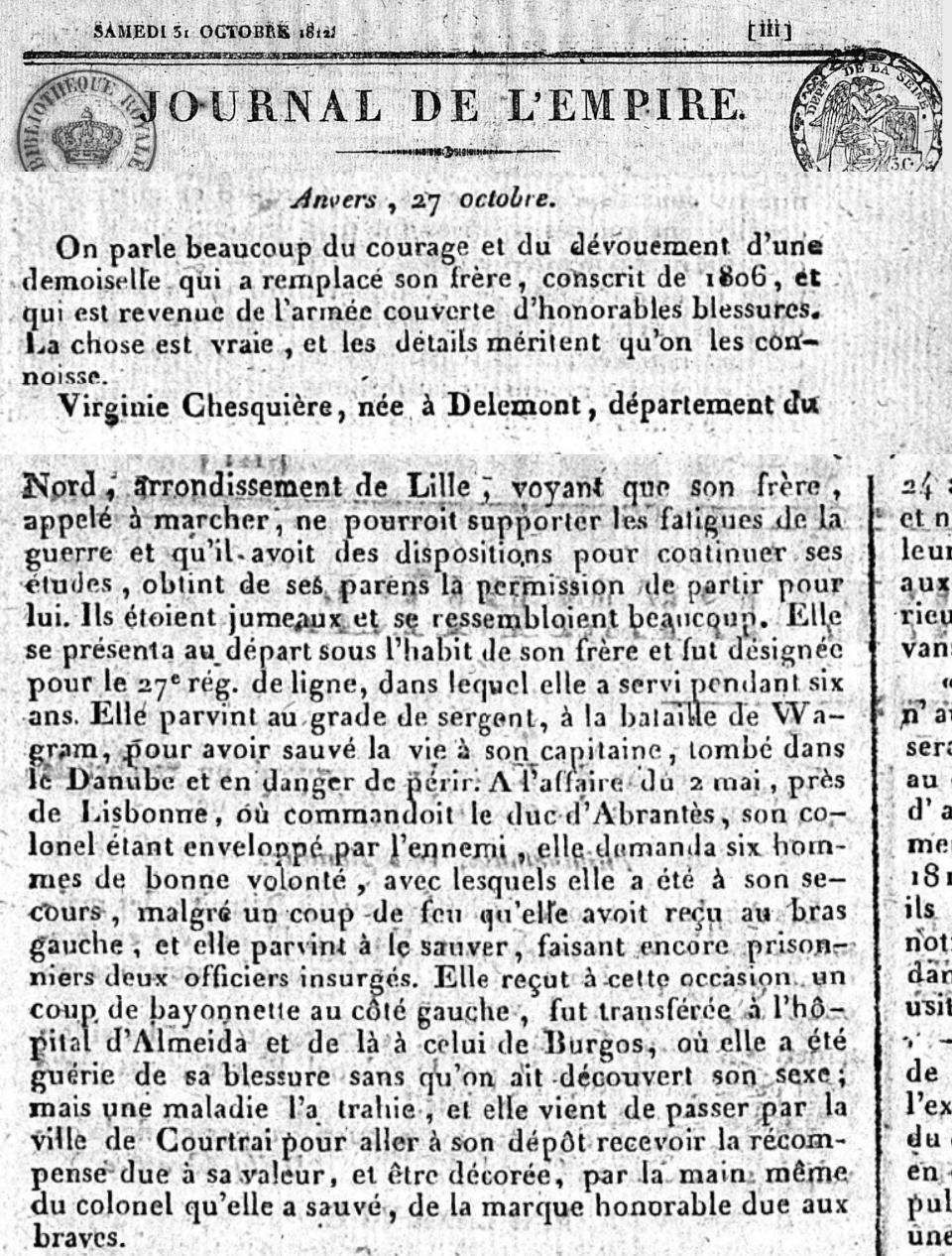
Journal de l'Empire, 31 octobre 1812

Une grande partie de la légende autour du personnage de Virginie Ghesquière a été construite par Jean-Charles Pellerin lorsqu'il réalise une image d'Épinal sur ce thème, Virginie Ghesquière ou la nouvelle héroïne française, fin 1812 ou début 1813. L'illustration représentant Virginie Ghesquière recevant des mains d'un maréchal d'Empire la Légion d'honneur a été dominotée par Mme Croisey et est bordée par une chanson populaire écrite par le chansonnier Cadot sur l'air de Partant pour la Syrie. L'inspiration de Pellerin lui vient de la lecture du Journal de l'Empire du 31 octobre 1812. On y apprend que c'est à Wagram (1809) qu'elle aurait été promue sergent et que c'est lors d'une maladie que sa condition aurait été découverte. Elle aurait pris la place de son frère en 1806. Et le texte n'évoque pas la Légion d'honneur mais parle d'une décoration sans préciser laquelle, remise par le colonel qu'elle avait sauvé le 2 mai 1812. Il est par ailleurs établi qu'elle a reçu la médaille de Sainte-Hélène en 1857. Cela soulève des contradictions qui ne seront pas levées par sa biographie en 1833-34 qui allie en une histoire plaisante, en pleine période de nostalgie napoléonienne, des éléments historiques mais nourrit également sa légende.
En 1900, dans La Légion d'honneur. 1802-1900, Louis Bonneville de Marsangy écrit : 

« C'est à tort, en effet, que la plupart des écrivains, s'étant occupés des femmes soldats ou décorées, font figurer parmi elles une prétendue Virginie Ghesquière,
originaire de Deulemont (Nord), suivant les uns, ou de Delemont (Suisse), suivant les autres. Sur la foi d'une fausse correspondance d'Anvers parue dans le Journal de l'Empire le 31 octobre 1812, ils racontent avec force détails que cette héroïne, incorporée en 1806 à la place de son frère jumeau, serait parvenue au grade de sergent à Wagram, puis, après avoir été blessée en Espagne dans les rangs du 27e de ligne, aurait sauvé son colonel laissé pour mort sur le champ de bataille : acte de courage et de dévouement qui lui aurait valu plus tard la croix de la Légion d'honneur. 

La personnalité de Virginie Ghesquière, ses exploits, sa blessure, sa décoration, aussi bien que son surnom de Joli Sergent, n'existent pas. Toute cette étrange et romanesque histoire n'est qu'une légende, que l'image et la chanson ont rendu populaire, mais à laquelle elles sont impuissantes à donner la moindre authenticité. M. Rodolphe Vagnair en a victorieusement démontré l'inanité, et nos recherches personnelles confirment sa conclusion. »

## Hommages et décorations
- Une rue porte son nom à Lille et une autre à Deûlémont.
- Peut-être la Légion d'honneur
- Médaille de Sainte-Hélène